# Kós Balázs
Kós Balázs (Kolozsvár, 1912. augusztus 10. – Kolozsvár, 1967. december 4.) mezőgazdasági szakíró, szerkesztő. Kós Károly fia, Kós András, Kós Károly, Koós Zsófia testvére.

## Életútja
A medgyesi német gazdasági líceum elvégzése után a kolozsvári Mezőgazdasági Főiskolán szerzett agrármérnöki diplomát (1944). Az Erdélyi Gazda (1941-45), majd a Falvak Népe (1945-59) szakszerkesztője, lektor a Mezőgazdasági Főiskolán (1949-50), a Mezőgazdasági Könyvkiadó kolozsvári szerkesztője (1959-62).

## Munkássága
Első írását, Bábony mezőgazdasági falurajzát a Hitel közölte (1936/4). Mintegy 300 mezőgazdasági tanácsadó írása, riportja, ismertetése a szaklapokon kívül az Erdélyi Gazda Naptára, Korunk, Utunk hasábjain s a Kolozsvári Rádió magyar faluóráin jutott nyilvánosságra. Gondozásában jelent meg többek közt Nagy Zoltán-Sebők M. Péter Zöldségtrágyázás (1961) és Bérczi Endre A törpe alma- és körtefák ültetése és gondozása (1962) c. munkája. A Méhészet számára 1959 és 1961 között magyarra fordította az Apicultura c. román nyelvű méhészeti lap anyagát, s Al. Furtunescu hároméves mezőgazdasági tanfolyam tankönyvéül szolgáló kézikönyvét (Állattenyésztés, 1964). Önálló kötete: Mezőgazdasági termeléspolitika Erdélyben (Kolozsvár, 1945).